# Pływanie artystyczne na Mistrzostwach Świata w Pływaniu 2019 – duety mieszane dowolnie
Duety mieszane dowolnie – jedna z konkurencji rozgrywanych w ramach pływania artystycznego, podczas mistrzostw świata w pływaniu w 2019. Eliminacje odbyły się 19 lipca, a finał został rozegrany 20 lipca.
Do eliminacji zgłoszonych zostało jedenaście par, wszystkie z nich uzyskały awans do finałowej rywalizacji.
Zawody w tej konkurencji wygrali reprezentanci Rosji Majia Gurbanbierdijewa i Aleksandr Malcew. Drugą pozycję zajęli zawodnicy z Włoch Manila Flamini i Giorgio Minisini, trzecią zaś reprezentujący Japonię Yumi Adachi i Atsushi Abe.

## Wyniki
| Miejsce | Zawodnicy                               | Państwo           | Eliminacje | Eliminacje | Finał   | Finał   |
| Miejsce | Zawodnicy                               | Państwo           | Wynik      | Miejsce    | Wynik   | Miejsce |
| ------- | --------------------------------------- | ----------------- | ---------- | ---------- | ------- | ------- |
| 01 !    | Majia Gurbanbierdijewa Aleksandr Malcew | Rosja             | 93,1000    | 1.         | 92,9667 | 1.      |
| 02 !    | Manila Flamini Giorgio Minisini         | Włochy            | 91,6000    | 2.         | 91,8333 | 2.      |
| 03 !    | Yumi Adachi Atsushi Abe                 | Japonia           | 89,8000    | 3.         | 90,4000 | 3.      |
| 4.      | Natalia Vega Bill May                   | Stany Zjednoczone | 87,8667    | 4.         | 88,3000 | 4.      |
| 5.      | Emma García Pau Ribes                   | Hiszpania         | 86,1333    | 5.         | 86,3667 | 5.      |
| 6.      | Cheng Wentao Shi Haoyu                  | Chiny             | 85,7000    | 6.         | 85,6667 | 6.      |
| 7.      | Giovana Stephan Renan Souza             | Brazylia          | 81,2333    | 7.         | 81,2333 | 7.      |
| 8.      | Jennifer Cerquera Gustavo Sánchez       | Kolumbia          | 78,5667    | 8.         | 78,7000 | 8.      |
| 9.      | Dinara Ibragimova Vyacheslav Rudnev     | Uzbekistan        | 74,2333    | 9.         | 74,4333 | 9.      |
| 10.     | Gökçe Akgün Rümeysa Ünal                | Turcja            | 70,2000    | 10.        | 70,9000 | 10.     |
| 11.     | Danielle Kettlewell Ethan Calleja       | Australia         | 68,9667    | 11.        | 68,7000 | 11.     |